# 静岡県道74号山脇大谷線
静岡県道74号山脇大谷線（しずおかけんどう74ごう やまわきおおやせん）は、静岡県静岡市葵区から静岡市駿河区に至る県道（主要地方道）である。

## 概要
新東名新静岡IC付近から太平洋を臨む国道150号までを結ぶ。
葵区加藤島（静清バイパス千代田上土ICより0.7 km北）から下IC・新東名新静岡ICまでを結ぶバイパス道路が、暫定2車線で2011年（平成23年）3月22日に開通（静岡南北道路を参照）。
千代田地区（2.5 km区間）は周辺に静岡流通センターが存在することから、流通センター通りと呼ぶ。
長沼交差点周辺では交通量が多く、さらに静岡鉄道静岡清水線の踏切と国道1号との交差点が隣接しているため、たびたび渋滞がおこる。事故の多い交差点でもあり、日本損害保険協会の調査によると、2012年（平成24年）は静岡県ワースト1、2013年（平成25年）にはワースト2であった。
大谷地区では近くで交差する東名高速道路のスマートインターチェンジ建設（2017年度（平成29年度））を目指していたが、工事中の浸水など支障が生じ供用予定時期が2019年（令和元年）秋に延期された。2019年9月14日日本平久能山SICが開通

### 路線データ
- 起点：静岡市葵区下（桜峠入口交差点、静岡県道27号井川湖御幸線交点）
- 終点：静岡市駿河区大谷（大谷放水路東交差点、国道150号交点）
- 総延長：13.8 km
- 愛称：麻機街道、流通センター通り、池田くるま街道、大谷街道

## 歴史
- 1993年（平成5年）5月11日 - 建設省から、県道山脇古庄線・県道大谷古庄線が山脇大谷線として主要地方道に指定される[5]。
- 1994年（平成6年）4月1日 - 認定[1]

## 地理

### 通過する自治体
- 静岡市（葵区 - 駿河区）

### 交差する道路
- 静岡県道27号井川湖御幸線（静岡市葵区下・桜峠入口交差点、起点）
- 静岡県道74号山脇大谷線 新道（静岡市葵区豊地）
- 国道1号静清バイパス千代田上土IC（静岡市葵区加藤島）
- 静岡県道67号静岡清水線（静岡市葵区沓谷・沓谷5丁目交差点）
- 国道1号（静岡市葵区長沼・長沼交差点）
- 静岡県道407号静岡草薙清水線（静岡市駿河区池田・池田交差点）
- 静岡市道中野小鹿線（愛称：南中央通り、通称：SBS通り、駿河区小鹿）
- 東名高速道路 日本平久能山SIC（静岡市駿河区宮川、市道経由）[4]
- 国道150号（静岡市駿河区大谷・大谷放水路東交差点、終点）

新道
- 静岡県道27号井川湖御幸線（静岡市葵区下）
- 新東名高速道路 新静岡IC（静岡市葵区下）
- 静岡県道74号山脇大谷線（静岡市葵区豊地）

### 沿線
- 鯨ヶ池
- 麻機遊水地
- 静岡県立こども病院・静岡てんかん・神経医療センター
- 静岡市中央卸売市場
- 静岡流通センター
- 静岡刑務所
- 静岡市東部生涯学習センター
- 静岡市千代田消防署
- 静岡県立静岡農業高等学校
- 静岡貨物駅
- 静岡市立東豊田小学校
- 二ツ池
- 静岡大学
- 静岡市立大谷小学校